# Saldang
Saldang (en népalais : साल्दाङ) est un comité de développement villageois du Népal situé dans le district de Dolpa. Au recensement de 2011, il comptait 2 103 habitants.